# Javi Hernández
Javi Hernández (n. 6 iunie 1989) este un fotbalist spaniol care joacă pentru Jamshedpur.